# Lema del tubo
En matemáticas, particularmente en topología, el lema del tubo, también llamado teorema de Wallace, es una herramienta útil para demostrar que el producto finito de espacios compactos es compacto.

## Declaración
El lema utiliza la siguiente terminología:
- Si {\displaystyle X} e {\displaystyle Y} son espacios topológicos y {\displaystyle X\times Y} es el espacio del producto, dotado con una topología producto, una sección en {\displaystyle X\times Y} es un conjunto de la forma {\displaystyle \{x\}\times Y} para {\displaystyle x\in X}.
- Un tubo en {\displaystyle X\times Y} es un subconjunto de la forma {\displaystyle U\times Y}, donde {\displaystyle U} es un subconjunto abierto de {\displaystyle X}. Contiene todos los sectores {\displaystyle \{x\}\times Y} para {\displaystyle x\in U}.

| Lema del tubo Sean {\displaystyle X} e {\displaystyle Y} espacios topológicos con {\displaystyle Y} compacto, y considérese el espacio producto {\displaystyle X\times Y.} Si {\displaystyle N} es un conjunto abierto que contiene un segmento en {\displaystyle X\times Y,} entonces existe un tubo en {\displaystyle X\times Y} que contiene este segmento y está contenido en {\displaystyle N.} |

Usando el concepto de aplicaciones cerradas, esto se puede reformular de manera concisa de la siguiente manera: si {\displaystyle X} es cualquier espacio topológico e {\displaystyle Y} es un espacio compacto, entonces la aplicación de proyección {\displaystyle X\times Y\to X} está cerrada.
| Lema del tubo generalizado 1 Sean {\displaystyle X} e {\displaystyle Y} espacios topológicos y considérese el espacio producto {\displaystyle X\times Y.} Sea {\displaystyle A} un subconjunto compacto de {\displaystyle X} y {\displaystyle B} un subconjunto compacto de {\displaystyle Y.} Si {\displaystyle N} es un conjunto abierto que contiene a {\displaystyle A\times B,} entonces existe {\displaystyle U} abierto en {\displaystyle X} y {\displaystyle V} abierto en {\displaystyle Y} tales que {\displaystyle A\times B\subseteq U\times V\subseteq N.} |

| Lema del tubo generalizado 2 Sean {\displaystyle X_{i},i\in I} espacios topológicos y considérese el espacio producto {\displaystyle \prod _{i\in I}X_{i}.} Para cada {\displaystyle i\in I}, sea {\displaystyle A_{i}} un subconjunto compacto de {\displaystyle X_{i}.} Si {\displaystyle N} es un conjunto abierto que contiene {\displaystyle \prod _{i\in I}A_{i},} entonces existe {\displaystyle U_{i}} abierto en {\displaystyle X_{i}} con {\displaystyle U_{i}=X_{i}} para todos menos una cantidad finita de {\displaystyle i\in I}, tal que {\displaystyle \prod _{i\in I}A_{i}\subseteq \prod _{i\in I}U_{i}\subseteq N.} |

## Ejemplos y propiedades
1. Considérese {\displaystyle \mathbb {R} \times \mathbb {R} } en la topología del producto, es decir, en el plano euclídeo, y el conjunto abierto {\displaystyle N=\{(x,y)\in \mathbb {R} \times \mathbb {R} ~:~|xy|<1\}.} El conjunto abierto {\displaystyle N} contiene {\displaystyle \{0\}\times \mathbb {R} ,} pero no contiene tubos, por lo que en este caso el lema del tubo falla. De hecho, si {\displaystyle W\times \mathbb {R} } es un tubo que contiene a {\displaystyle \{0\}\times \mathbb {R} } y está contenido en {\displaystyle N,} {\displaystyle W} debe ser un subconjunto de {\displaystyle \left(-1/x,1/x\right)} para todo {\displaystyle x>0}, lo que significa que {\displaystyle W=\{0\}} contradice el hecho de que {\displaystyle W} está abierto en {\displaystyle \mathbb {R} } (porque {\displaystyle W\times \mathbb {R} } es un tubo). Esto demuestra que el supuesto de compacidad es esencial.
2. El lema del tubo se puede utilizar de la siguiente manera para demostrar que si {\displaystyle X} e {\displaystyle Y} son espacios compactos, entonces {\displaystyle X\times Y} es compacto:
Sea {\displaystyle \{G_{a}\}} un recubrimiento abierto de {\displaystyle X\times Y}. Para cada {\displaystyle x\in X}, recúbrase el segmento {\displaystyle \{x\}\times Y} con un número finito de elementos de {\displaystyle \{G_{a}\}} (esto es posible, ya que {\displaystyle \{x\}\times Y} es compacto, siendo homeomorfo a {\displaystyle Y}).
Denominar a la unión de este número finito de elementos {\displaystyle N_{x}.}
Por el lema del tubo, hay un conjunto abierto de la forma {\displaystyle W_{x}\times Y} que contiene a {\displaystyle \{x\}\times Y} y está contenido en {\displaystyle N_{x}.}
La colección de todos los {\displaystyle W_{x}} para {\displaystyle x\in X} es un recubrimiento abierto de {\displaystyle X}, y por lo tanto, tiene un subrecubrimiento finito {\displaystyle \{W_{x_{1}},\dots ,W_{x_{n}}\}}. En consecuencia, la colección finita {\displaystyle \{W_{x_{1}}\times Y,\dots ,W_{x_{n}}\times Y\}} recubre a {\displaystyle X\times Y}.
Utilizando el hecho de que cada {\displaystyle W_{x_{i}}\times Y} está contenido en {\displaystyle N_{x_{i}}} y cada {\displaystyle N_{x_{i}}} es la unión finita de elementos de {\displaystyle \{G_{a}\}}, se obtiene una subcolección finita de {\displaystyle \{G_{a}\}} que recubre a {\displaystyle X\times Y}.
3. Por la parte 2 y por inducción, se puede demostrar que el producto finito de espacios compactos es compacto.
4. El lema del tubo no se puede utilizar para probar el teorema de Tíjonov, que generaliza lo anterior a productos infinitos.

## Demostración
El lema del tubo se deriva del lema del tubo generalizado tomando {\displaystyle A=\{x\}} y {\displaystyle B=Y.}
Por tanto, basta con demostrar el lema del tubo generalizado.
Según la definición de la topología del producto, para cada {\displaystyle (a,b)\in A\times B} existen conjuntos abiertos {\displaystyle U_{a,b}\subseteq X} y {\displaystyle V_{a,b}\subseteq Y} tales que {\displaystyle (a,b)\in U_{a,b}\times V_{a,b}\subseteq N.}
Para cualquier {\displaystyle a\in A,}, {\displaystyle \left\{V_{a,b}~:~b\in B\right\}} es un recubrimiento abierto del conjunto compacto {\displaystyle B}, por lo que este recubrimiento tiene un subrecubrimiento finito; es decir, existe un conjunto finito {\displaystyle B_{0}(a)\subseteq B} tal que {\displaystyle V_{a}:=\bigcup _{b\in B_{0}(a)}V_{a,b}} contiene a {\displaystyle B,} donde se observa que {\displaystyle V_{a}} está abierto en {\displaystyle Y.}
Para cada {\displaystyle a\in A,}, considérese que {\displaystyle U_{a}:=\bigcap _{b\in B_{0}(a)}U_{a,b},}, que es un conjunto abierto en {\displaystyle X}, ya que {\displaystyle B_{0}(a)} es finito.
Además, la construcción de {\displaystyle U_{a}} y {\displaystyle V_{a}} implica que {\displaystyle \{a\}\times B\subseteq U_{a}\times V_{a}\subseteq N.}
Básicamente, ahora se repite el argumento para eliminar la dependencia de {\displaystyle a.}
Sea {\displaystyle A_{0}\subseteq A} un subconjunto finito tal que {\displaystyle U:=\bigcup _{a\in A_{0}}U_{a}} contenga a {\displaystyle A} y al conjunto {\displaystyle V:=\bigcap _{a\in A_{0}}V_{a}.}
Del razonamiento anterior se desprende que {\displaystyle A\times B\subseteq U\times V\subseteq N}, {\displaystyle U\subseteq X} y {\displaystyle V\subseteq Y} están abiertos, lo que completa la prueba.